# 上浦正樹
上浦正樹（かみうら まさき、1950年-）は、日本の工学者。工学博士（長岡技術科学大学）。北海学園大学名誉教授。
東京都出身。1974年東京工業大学工学部卒業。1976年同大学院工学研究科土木工学専攻修士課程修了。1976年日本国有鉄道に入社し、同福山保線区長、静岡鉄道管理局施設部総務課長、水戸鉄道管理局施設部保線課長、日本貨物鉄道技術部副長、同保全室長等を経て、1996年に長岡技術科学大学にて工学博士取得。1996年ジェイアールエフ・ホテル取締役業務部長。1997年北海学園大学工学部教授・大学院工学研究科教授（交通工学・国土計画）。2002年大学院工学研究科（博士後期課程）担当。2014年より同大学院工学研究科長。2019年北海学園大学定年退職。同名誉教授。同大学院工学研究科非常勤講師（鉄道工学特論担当）。
専門は、舗装工学、鉄道工学。路盤の力学挙動に関する研究や鉄道駅に関する研究、車両の特性を考慮した軌道狙い整備対象箇所抽出手法の研究など多岐に渡る。

## 著書
- 石井一郎編著『最新測量学』（分担執筆、森北出版、1999年初版・2005年第2版）
- 須長誠, 小野田滋と共著『鉄道工学』（森北出版、2000年）
- 石井一郎編『交通計画』（分担執筆、森北出版、2000年）
- 石井一郎, 湯沢昭編*『計画数理 : 土木計画のための統計解析入門』（分担執筆、森北出版、2000年）